# Heinrich August Ossenfelder
Heinrich August Ossenfelder (* 28. August 1725 in Dresden; † 6. Mai 1801 in Frankfurt am Main) war ein deutscher Schriftsteller, Jurist, Lustspielautor und Lyriker.

## Leben
Heinrich August Ossenfelder ging bis 1741 in das Gymnasium in Bautzen und wechselte danach an die Fürstenschule Meißen, die er bis 1746 besuchte. Die Fürstenschule absolvierte er zusammen mit Gotthold Ephraim Lessing, mit dem er freundschaftlich verbunden war. Nach der Schulzeit studierte er in Leipzig. Dort wurde er mit einem anderen Freund Lessings bekannt, dem Schriftsteller und Herausgeber Christlob Mylius, der an den Zeitschriften Der Naturforscher: Eine physikalische Wochenschrift und Ermunterungen zum Vergnügen des Gemüths herausgab bzw. mitwirkte. In diesen veröffentlichte er Gedichte und Artikel; so auch den bekannt gewordenen Brief in Versform An Herrn Lessingen in Camenz, nachdem Lessing auf Veranlassung seiner Eltern Leipzig verließ und nach Kamenz gezogen war. Ossenfelder wurde Mitglied in der Deutschen Gesellschaft in Jena und arbeitete als Hof- und Justizkanzleisekretär in Dresden. Zuletzt lebte er als Privatier in Frankfurt am Main, wo er im Jahr 1801 verstarb.

## Wirkung
Ossenfelder ist durch die Freundschaft mit Lessing und seinen an ihn gerichteten und in Versform veröffentlichten Brief An Herrn Lessingen in Camenz, der sich in allen umfangreicheren Lessing-Werkausgaben befindet, bekannt. Dieser Brief wird zur Interpretation des damaligen Werkes Lessings und der Beschreibung seiner Lebens- und Schaffenssituation herangezogen. Selbst war Ossenfelder als Autor von Prosastücken und Lustspielen erfolgreich. Sein Werk wirkt insbesondere durch das 1748 im Naturforscher veröffentlichte Gedicht Mein liebes Mägdchen glaubet bis in die Gegenwart. Es ist das wohl erste literaturgeschichtlich nachweisbare Werk, welches den Vampirismus thematisierte und damit viele Schriftsteller nach ihm inspirierte. In der aktuelleren Literatur findet das Gedicht im Diskurs zu sexualisierter Gewalt Erwähnung.

## Werke (Auswahl)

### Belletristik
- Mein liebes Mägdchen glaubet. Gedicht, in: Der Naturforscher: Eine physikalische Wochenschrift, Nr. 47–48, Leipzig, Sonnabend, den 25. des Mays, 1748.
- An Herrn Lessingen in Camenz. In: Christlob Mylius (Hrsg.), Ermunterungen zum Vergnügen des Gemüths, Leipzig 1748, mehrfach nachgedruckt, online verfügbar bei google books, dort S. 312–315.
- Die Weiberstipendien, oder die wohlfeile Miethe der Studenten. Frankfurt / Leipzig 1751.
- Lieder vor eines Freundes Hochzeitsgaeste. Verlag Johann Wilhelm Harpeter, Dresden 1752, online verfügbar bei google books.
- Oden und Lieder. Dresden / Leipzig, 1753.
- Die Geschichte des Manns-Stiefels. Dresden 1753, komplettes Digitalisat des Buches online verfügbar beim Münchener Digitalisierungszentrum.
- Die Geschichte des Frauenzimmer-Schuhes. Dresden 1753, komplettes Digitalisat des Buches online verfügbar in der Niedersächsische Staats- und Universitätsbibliothek Göttingen.
- mit Johann Christoph Rost: Doris, oder die zärtliche Schäferinn. Ein Schäferspiel. Verlag Johann Wilhelm Harpeter, Dresden 1754, komplettes Digitalisat des Buches 3. Auflage, Michael Gröll, Dresden 1759 in der Universitätsbibliothek Heidelberg.
- Der Buchladen, ein Lustspiel in fünf Aufzügen. 1762.
- Vom Weinbaue in den Chursächsischen Landen. 1771.
- mit Gottlieb Fuchs: Gedichte eines ehemahls in Leipzig studirenden Bauers-Sohnes. ohne Jahresangabe.

### Liedtexte
- Friedrich Wilhelm Marpurg: Neuen Liedern zum Singen beym Clavier. Mit Texten von Ossenfelder in vier Nummern, 1756.

### Herausgeber
- Gottlieb Fuchs: Gedichte eines ehemals in Leipzig studirenden Bauers-Sohnes. Herausgegeben und mit einer Vorrede versehen, 1771.